# Natação nos Jogos Pan-Americanos de 2015 - 50 m livre masculino
As competições dos 50 metros livre masculino da natação nos Jogos Pan-Americanos de 2015 foram realizadas em 17 de julho no Centro Aquático CIBC Pan e Parapan-Americano, em Toronto.

## Calendário
Horário local (UTC-4).
| Data        | Horário | Fase          |
| ----------- | ------- | ------------- |
| 17 de julho | 11:45   | Eliminatórias |
| 17 de julho | 12:25   | Desempate     |
| 17 de julho | 21:12   | Final B       |
| 17 de julho | 21:16   | Final A       |

## Medalhistas
| Ouro   | USA Josh Schneider |
| Prata  | BRA Bruno Fratus   |
| Bronze | TTO George Bovell  |

## Recordes
Antes desta competição, os recordes mundiais e pan-americanos da prova eram os seguintes:
| Tipo                             | Atleta                | Tempo | Local       | Data                   |
| -------------------------------- | --------------------- | ----- | ----------- | ---------------------- |
|                                  | BRA César Cielo Filho | 20s91 | São Paulo   | 18 de dezembro de 2009 |
| Recorde dos Jogos Pan-Americanos | BRA César Cielo Filho | 21s58 | Guadalajara | 20 de outubro de 2011  |

## Resultados

### Eliminatórias
A eliminatória foi realizada em 17 de julho. 
| Pos. | Bateria | Raia | Nadador                | Nacionalidade                | Tempo | Notas |
| ---- | ------- | ---- | ---------------------- | ---------------------------- | ----- | ----- |
| 1    | 1       | 4    | Josh Schneider         | USA Estados Unidos           | 21.97 | QA    |
| 2    | 2       | 4    | Cullen Jones           | USA Estados Unidos           | 22.12 | QA    |
| 3    | 2       | 6    | Federico Grabich       | ARG Argentina                | 22.25 | QA    |
| 4    | 3       | 6    | Renzo Tjon-A-Joe       | SUR Suriname                 | 22.31 | QA    |
| 5    | 3       | 4    | Bruno Fratus           | BRA Brasil                   | 22.33 | QA    |
| 6    | 1       | 5    | George Bovell          | TTO Trinidad e Tobago        | 22.34 | QA    |
| 7    | 3       | 3    | Oleksandr Loginov      | CAN Canadá                   | 22.37 | QA    |
| 8    | 2       | 3    | Erik Risolvato         | PUR Porto Rico               | 22.48 | ?     |
| 8    | 1       | 3    | Dylan Carter           | TTO Trinidad e Tobago        | 22.48 | ?     |
| 10   | 2       | 5    | Karl Krug              | CAN Canadá                   | 22.55 | QB    |
| 11   | 1       | 6    | Brett Fraser           | CAY Ilhas Cayman             | 22.71 | QB    |
| 12   | 3       | 5    | Nicholas Santos        | BRA Brasil                   | 22.74 | QB    |
| 13   | 3       | 2    | Cristian Quintero      | VEN Venezuela                | 22.77 | QB    |
| 14   | 2       | 2    | Jordan Augier          | LCA Santa Lúcia              | 23.17 | QB    |
| 15   | 2       | 7    | Charles Hockin         | PAR Paraguai                 | 23.57 | QB    |
| 16   | 1       | 2    | Allan Gutiérrez Castro | HON Honduras                 | 23.62 | QB    |
| 17   | 1       | 7    | Miguel Mena            | NCA Nicarágua                | 23.71 |       |
| 18   | 3       | 7    | Jordy Groters          | ARU Aruba                    | 23.93 |       |
| 19   | 3       | 1    | Nikolas Sylvester      | VIN São Vicente e Granadinas | 26.14 |       |
| 20   | 3       | 8    | Omar Adams             | GUY Guiana                   | 26.58 |       |
| 21   | 1       | 1    | Corey Ollivierre       | GRN Granada                  | 26.61 |       |
| 22   | 2       | 1    | Frantz Dorsainvil      | HAI Haiti                    | 33.83 |       |

### Desempate
O desempate foi realizado entre Erik Risolvato e Dylan Carter para determinar quem iria avançar para a final.
| Pos. | Raia | Nadador        | Nacionalidade         | Tempo | Notas |
| ---- | ---- | -------------- | --------------------- | ----- | ----- |
| 1    | 5    | Erik Risolvato | PUR Porto Rico        | 22.33 | QA    |
| 2    | 4    | Dylan Carter   | TTO Trinidad e Tobago | 22.39 | QB    |

### Final B
A final B foi realizada em 17 de julho. 
| Pos. | Raia | Nadador                | Nacionalidade         | Tempo | Notas |
| ---- | ---- | ---------------------- | --------------------- | ----- | ----- |
| 9    | 4    | Dylan Carter           | TTO Trinidad e Tobago | 22.39 |       |
| 10   | 6    | Nicholas Santos        | BRA Brasil            | 22.55 |       |
| 11   | 5    | Karl Krug              | CAN Canadá            | 22.59 |       |
| 12   | 2    | Cristian Quintero      | VEN Venezuela         | 22.76 |       |
| 13   | 3    | Brett Fraser           | CAY Ilhas Cayman      | 22.93 |       |
| 14   | 7    | Jordan Augier          | LCA Santa Lúcia       | 23.08 |       |
| 15   | 8    | Allan Gutiérrez Castro | HON Honduras          | 23.61 |       |
| 16   | 1    | Charles Hockin         | PAR Paraguai          | 23.76 |       |

### Final A
A final A foi realizada em 17 de julho. 
| Pos.              | Faixa | Nadador           | Nacionalidade         | Tempo | Notas |
| ----------------- | ----- | ----------------- | --------------------- | ----- | ----- |
| Medalha de ouro   | 4     | Josh Schneider    | USA Estados Unidos    | 21.86 |       |
| Medalha de prata  | 2     | Bruno Fratus      | BRA Brasil            | 21.91 |       |
| Medalha de bronze | 7     | George Bovell     | TTO Trinidad e Tobago | 22.17 |       |
| 4                 | 8     | Erik Risolvato    | PUR Porto Rico        | 22.22 |       |
| 5                 | 5     | Cullen Jones      | USA Estados Unidos    | 22.23 |       |
| 6                 | 3     | Federico Grabich  | ARG Argentina         | 22.29 |       |
| 7                 | 6     | Renzo Tjon-A-Joe  | SUR Suriname          | 22.30 |       |
| 8                 | 1     | Oleksandr Loginov | CAN Canadá            | 22.47 |       |

Legenda
| Recorde mundial                  | Recorde mundial (World record)               |                       | Recorde africano                      | Recorde africano (African) |                                           | Q | Classificado por posição (Qualified) |
| Recorde dos Jogos Pan-Americanos | Recorde pan-americano (Pan-American record)  | Recorde da América    | Recorde da América (Americas)         | q                          | Classificado por melhor tempo (Qualified) |   |                                      |
| Melhor marca do ano              | Melhor marca do ano (World leading)          | Recorde asiático      | Recorde asiático (Asian)              | DNS                        | Não largou (Did not start)                |   |                                      |
| Recorde nacional                 | Recorde nacional (National record)           | Recorde europeu       | Recorde europeu (European)            | DNF                        | Não terminou (Did not finish)             |   |                                      |
| Recorde pessoal                  | Recorde pessoal do atleta (Personal best)    | Recorde da Oceania    | Recorde da Oceania (Oceania)          | DSQ / DQ                   | Desclassificado (Disqualified)            |   |                                      |
| Recorde da temporada             | Recorde da temporada do atleta (Season best) | Recorde sul-americano | Recorde sul-americano (South America) | NM                         | Sem marca (No mark)                       |   |                                      |